# Tocqueville-en-Caux
Tocqueville-en-Caux is een gemeente in het Franse departement Seine-Maritime (regio Normandië) en telt 110 inwoners (2004). De plaats maakt deel uit van het arrondissement Dieppe.

## Geografie
De oppervlakte van Tocqueville-en-Caux bedraagt 3,1 km², de bevolkingsdichtheid is 35,5 inwoners per km².
De onderstaande kaart toont de ligging van Tocqueville-en-Caux met de belangrijkste infrastructuur en aangrenzende gemeenten.

## Demografie
Onderstaande figuur toont het verloop van het inwonertal (bron: INSEE-tellingen).